# Hemisphaerammininae
Hemisphaerammininae es una subfamilia de foraminíferos bentónicos de la familia Stegnamminidae, de la superfamilia Saccamminoidea, del suborden Saccamminina y del orden Astrorhizida. Su rango cronoestratigráfico abarca desde el Ordovícico hasta la Actualidad.

## Discusión
Clasificaciones previas incluían Hemisphaerammininae en la familia Hemisphaeramminidae de la superfamilia Astrorhizoidea, así como en el suborden Textulariina del orden Textulariida.

## Clasificación
Hemisphaerammininae incluye a los siguientes géneros:
- Hemisphaerammina
- Fairliella
- Sorosphaerella †

Otros géneros inicialmente asignados a Hemisphaerammininae y actualmente clasificados en otras familias son:
- Ammopemphix, ahora en la familia Lacustrinellidae
- Amphicervicis †, ahora en la familia Saccamminidinae
- Atelikamara †, ahora en la familia Diffusilinidae
- Colonammina †, ahora en la familia Saccamminidae
- Iridia, ahora en la familia Saccamminidae
- Jascottella †, ahora en la familia Saccamminidae
- Lacustrinella, ahora en la familia Lacustrinellidae
- Patellammina, ahora en la familia Lacustrinellidae
- Mesammina †, ahora en la familia Saccamminidae
- Saccamminis †, ahora en la familia Polysaccamminidae
- Scyphocodon †, ahora en la familia Saccamminidae
- Sorostomasphaera †, ahora en la familia Lacustrinellidae
- Tholosina, ahora en la familia Saccamminidae
- Webbinelloidea †, ahora en la familia Lacustrinellidae

Otro género considerado en Hemisphaerammininae es:
- Iridiella, aceptado como Hemisphaerammina